# Vioolconcert (Schönberg)
Arnold Schönberg componeerde zijn enige Vioolconcert gedurende de periode 1934 tot en met 1936. Het werk is opgedragen aan vriend en strijdgenoot Anton Webern.
De opdracht van het werk kwam van Louis Krasner. Het werk is geschreven in het twaalftoonstelsel, maar dat is lang niet zo aanwezig als in andere werken van hem. Het vioolconcert klinkt soms als romantiek-muziek om even later dat weer direct los te laten. Het heeft daarbij de klassieke driedelige concerto-vorm en dito aanduidingen (snel-langzaam-snel):
1. Poco allegro – vivace
2. Andante grazioso
3. Finale: Allegro

Schönberg schreef eerst dat het werk eigenlijk onuitvoerbaar was. Die mening moest snel herzien worden want Krasner speelde het werk op de première vlot weg. Waarschijnlijk was dat te danken aan het feit, dat hij vlak daarvoor ook al een "onuitvoerbaar" vioolconcert had gespeeld; het vioolconcert van Alban Berg. Krasner gaf wel toe dat het werk voornamelijk bestond uit het verkennen van nieuwe mogelijkheden op de viool en de concertvorm, vooral qua techniek. Collega-violisten hadden Schönberg verteld, dat het werk alleen gespeeld kon worden door zesvingerige violisten. Schönberg pareerde later met de mededeling dat hij geen problemen had gezien bij een uitvoering aangezien ook hij alle noten (stuk voor stuk dan) zelf op de viool kon spelen.
Toch was Schönberg niet zeker van zijn zaak. Na diverse uitvoeringen, waaronder twee van Krasner met het Philadelphia Orchestra onder leiding van Leopold Stokowski en een derde met het New York Philharmonic onder leiding van Dimitri Mitropoulos vroeg Schönberg aan Krasner of het allemaal wel klopte naar zijn idee. Met name de tempowisselingen en de vraag of de vioolstem voldoende duidelijk te herkennen was, waren voor de componist nog open vragen. Hij achtte Krasner en Mitropoulos dermate kundig, dat zij de vragen konden beantwoorden. Naast bovenstaande moeilijkheden kent het werk talloze maatwisselingen. Schönberg had het eerste deel af in februari 1934; delen twee en drie volgden in augustus, respectievelijk september 1936. De componist was trouwens al vanaf 1922 van plan een vioolconcert te componeren.
De twee vioolconcerten van Berg en Schönberg dwarrelen als tijdgenoten om elkaar heen. Schönberg begon er eerder aan, maar voltooide het later. Die van Berg is zeer ingetogen, gecomponeerd terwijl de componist in een depressie zat; die van Schönberg is uitbundiger. Buiten twijfel staat dat beide behoren tot de moeilijkst uit te voeren vioolconcerten. Het zijn daarbij natuurlijk ook nog stijlgenoten.

## Orkestratie
- solo viool
- 3 dwarsfluiten; 3 hobo’s, 3 klarinetten, 4 fagotten,
- 4 hoorns, 3 trompetten, 3 trombones, 1 tuba
- pauken, en percussie waaronder xylofoon
- violen, altviolen, celli, contrabassen

## Discografie
- Er is een drietal opnamen van Krasner zelf, onder meer de uitvoering van Krasner, Mitropoulos en het Symphonieorchester des Bayerischen Rundfunks uit de jaren 50.
- Rolf Schulte met het Philharmonia Orchestra o.l.v. Robert Craft (Naxos)
- Pierre Amoyal men het London Symphony Orchestra o.l.v. Pierre Boulez (Erato)